# 安德里伊夫卡 (博霍杜希夫區)
50°21′11″N 35°59′23″E / 50.35306°N 35.98972°E
安德里伊夫卡（烏克蘭語：Андріївка）是位於烏克蘭東部的村莊，由哈爾科夫州博霍杜希夫區的佐洛奇夫市鎮負責管轄。該村始建於1680年，面積0.06平方公里，海拔高度142米，2001年人口4，人口密度每平方公里64.5人。